# Sterners Labkraut
Sterners Labkraut (Galium sterneri) ist eine Pflanzenart aus der Familie der Rötegewächse (Rubiaceae). Sie ähnelt dem Triften-Labkraut (Galium pumilum). Die Art ist nach dem schwedischen Lehrer und Botaniker Rikard Sterner (1891–1956) benannt.

## Merkmale
Sterners Labkraut ist eine ausdauernde krautige Pflanze, die Wuchshöhen von 5 bis 15, selten bis zu 25 Zentimetern erreicht. Dieser Hemikryptophyt wächst rasig und bildet zahlreiche nicht blühende vierkantige Stängel aus. Der Stängel ist bereits unterhalb der Mitte verzweigt, zart und hat einen Durchmesser von weniger als 7 Millimetern. Die Blätter sind schmal verkehrt eilanzettlich und sechs- bis achtmal so lang wie breit. 
Der Blütenstand ist pyramidal. Die Blütenstiele sind 1 bis 2 Millimeter lang. Die Krone weist einen Durchmesser von 2,3 bis 3,3 mm auf. Die Frucht ist spitz papillös.
Die Blütezeit reicht von Juni bis August.
Die Chromosomenzahl beträgt 2n = 44.

## Vorkommen
Sterners Labkraut ist ein nordisch-subatlantisches, ozeanisches Florenelement. Es kommt in Großbritannien, Irland, auf den Färöer, in Dänemark, Norwegen und Deutschland vor.
Es kommt in Mitteleuropa nur in Dänemark sowie in Deutschland auf Sylt vor. Diese Art besiedelt hier sandige und steinige Rohböden der Küste.

## Belege
- Siegmund Seybold: Flora von Deutschland und angrenzender Länder. Ein Buch zum Bestimmen der wild wachsenden und häufig kultivierten Gefäßpflanzen. Begründet von Otto Schmeil, Jost Fitschen. 93., vollständig überarbeitete und erweiterte Auflage. Quelle & Meyer, Wiebelsheim 2006, ISBN 3-494-01413-2.
- Eckehart J. Jäger, Klaus Werner (Hrsg.): Exkursionsflora von Deutschland. Begründet von Werner Rothmaler. 10., bearbeitete Auflage. Band 4: Gefäßpflanzen: Kritischer Band. Elsevier, Spektrum Akademischer Verlag, München/Heidelberg 2005, ISBN 3-8274-1496-2.